# Vramshapuh
Vramshapuh, también conocido como Vramshapouh, Vramšapuh, Vrhamshapuh, Vram-Shapouh, Bahram Shapur y Bahram-Shahpur (en armenio: Վռամշապուհ), vivió en la segunda mitad del siglo IV y la primera mitad del siglo V, murió en 414.Fue un príncipe de la Dinastía arsácida de Armenia que sirvió como estado satélite sasánida  desde el año 389 hasta el 414.

## Antecedentes de su nombre
El nombre que Vramshapuh tenía antes de su reinado es desconocido ya que solo es conocido por su nombre reinante. El nombre Vramshapuh es la traducción armenia de los nombres persas Bahram y Shapur juntos. Cuando Vramshapuh sucedió a su hermano Khosrov IV en 389 como rey de la Armenia Arsacida, estado satélite sasánida, Vramshapuh asumió este nombre como un cumplido al Shah Sasanian Bahram IV. Los nombres Bahram y Shapur eran nombres dinásticos de la dinastía gobernante de Persia y demuestran la influencia cultural que los sasánidas tuvieron sobre los monarcas armenios arsácidas que vivían en Persia.

## Antecedentes familiares
Los orígenes exactos de Vramshapuh son desconocidos. El historiador armenio Ghazar Parpetsi, cuya obra maestra fue Historia de Armenia, que vivió entre los siglos V y VI,  presenta a Vramshapuh como un príncipe de la  dinastía arsácida, sin mencionar su ascendencia. Ghazar Parpetsi también lo nombra como el hermano de  Khosrov IV y padre de  Artaxias IV  o Artashir IV. Según las genealogías modernas, Vramshapuh se presenta como uno de los hijos de Varasdates (Varazdat). Vramshapuh nació y creció en Armenia y poco se sabe de su vida antes de su reinado.

## Subida al trono
En algún momento durante el año 389, Bahram IV destronó a Khosrov IV, ya que lo consideró demasiado autoafirmativo de su autoridad real como un gobernante cliente y realizó varias acciones sin consultar a la dinastía Sasánida, y lo confinó en Ctesifonte. Los armenios solicitaron al sah de Persia otro rey de Armenia de la dinastía arsácida. Bahram IV estuvo de acuerdo con su solicitud y entronizó a Vramshapuh como nuevo rey del estado satélite de Armenia.
Después de su hermano, Vramshapuh fue el segundo rey cliente sasánida de Armenia. No se sabe mucho de su relación con Khosrov IV. Como Vramshapuh gobernó sobre Armenia oriental, él era un monarca cristiano que gobernó bajo un estado pagano cuya religión oficial era el zoroastrismo.

## Regla sobre Armenia Oriental
Vramshapuh logró a través de su gobierno unir las dos partes de la Gran Armenia. San Mesrop Mashtots continuó con su cargo como escriba real y secretario imperial desde el reinado de Khosrov IV hasta el de su hermano Vramshapuh.

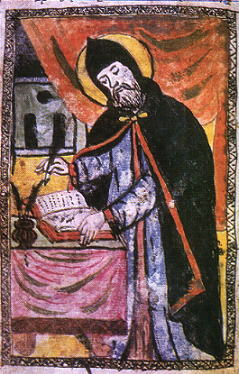
Ilustración de Mesrop Mashtots de un manuscrito de 1776

Sahak, el hijo de Nerses, que fue el último Patriarca Gregoriano sirvió como el Patriarca Armenio Católico durante el reinado de Vramshapuh. Sahak y Vramshapuh estaban emparentados de forma distante ya que la difunta abuela paterna de Sahak era la princesa arsácida Bambish. Bambish era hermana del rey Tigranes VII (Tiran) e hija del rey  Khosrov III.
Vramshapuh mantuvo relaciones pacíficas entre el Imperio bizantino y el Imperio sasánida. También es conocido por su exitosa misión de paz en Mesopotamia para mediar entre Persia y Bizancio. Vramshapuh logró ganar la confianza del sah de Sasanian así como la de los armenios que eran pro-romanos. Mediante el mantenimiento de buenas relaciones y la restauración de la paz en ambos imperios, Vramshapuh pudo establecer una larga paz que contribuyó al mejoramiento interno de la región en la que el cristianismo pudo penetrar en casi todo el territorio, lo que mantuvo la difusión de las religiones paganas en un mínimo de ecciones y seguidores.
El shah sasánida  Yazdegerd I, ratificó a Sahak como el «Armenian Catholicos» en el que Vramshapuh promovió al yerno de Sahak al alto cargo de general. Este título, que era parte de su herencia, fue retenido mucho tiempo por él. Vramshapuh designó sus prerrogativas como las de Mardpet, el guardián de su harén (que también era el administrador del dominio real) y el Apset que colocó la corona en la cabeza de Vramshapuh en su coronación. En su realeza, Vramshapuh fue sabio, benéfico y su reinado fue ilustre.
El reinado de Vramshapuh es más conocido bajo su patrocinio de Mesrop y Sahak por presidir la creación del alfabeto armenio en 405 a 406. La creación del alfabeto armenio trajo un último momento de gloria a los Arsácidas y Vramshapuh envió a Sahak a la corte de Sassania en Persia para conciliar la creación del alfabeto. Vramshapuh se interesó en el proyecto y fue material y moralmente el gran mecenas del proyecto de alfabetización.
El alfabeto armenio era una herramienta para unificar más a los armenios que vivían en el Imperio bizantino y el Imperio de Sasania, dando una identidad cristiana al pueblo armenio. El alfabeto fue la clave para la supervivencia de la cultura y la identidad armenia y proporcionaba las fuerzas cohesivas en la sociedad con un estándar alrededor del cual reunirse. Con el tiempo, el idioma armenio se convirtió en el idioma nativo de los armenios, utilizado en todo el país; el idioma fue inventado a partir de las letras griegas, siríacas y persas. El papel importante de la lengua armenia en ese momento era propagar la religión cristiana. En ese momento, las escrituras de la iglesia en Armenia se leían en griego y siríaco por lo que la mayoría de la gente no podía entender las escrituras.  Durante la creación del alfabeto armenio nació la nación armenia. La creación del alfabeto armenio durante el reinado de Vramshapuh marcó un momento simbólico en la historia del país que contribuyó al florecimiento de la literatura armenia llamada la «Edad de Oro de la literatura armenia».
Después de la creación del alfabeto armenio, Vramshapuh brindó asesoramiento, fondos y asistencia para el proyecto, apoyó a Mesrop y Sahak en la realización de misiones educativas para enseñar a los armenios el nuevo idioma. Esto llevó a los armenios a comprender mejor el cristianismo y la lectura de las Escrituras, en particular la predicación del cristianismo en las secciones paganas del país.
Después de este momento, se sabe poco sobre los años restantes del reinado de Vramshapuh. Murió en 417 dejando a su hijo, Artaxias IV, que era demasiado joven para suceder a su padre. Después de la muerte de Vramshapuh, Sahak visitó la corte del  Shah Sasanian  Yazdegerd I para liberar a Khosrov IV del exilio político. Yazdegerd aceptó liberar a Khosrov IV de la prisión.
Cuando Khosrov IV fue liberado del exilio político, existe la posibilidad de que haya servido nuevamente como rey de Armenia desde 417 hasta aproximadamente 418. El posible segundo reinado de Khosrov IV, puede haber durado casi un año, ya que murió en 418. Desde 417 hasta 422, Armenia estaba bajo el gobierno directo de los Nakharars y la dinastía Sasanian. Artaxias IV fue nombrado rey de Armenia en 422 por la dinastía sasánida.

## Medalla conmemorativa
El año 2005 se celebró el 1600 aniversario de la invención del alfabeto armenio. Para celebrar la ocasión, el Banco Central de Armenia emitió monedas conmemorativas de plata con el valor nominal de 100  Dram armenios, dedicado a Vramshapuh.